# Limbach (Bad Münstereifel)
Limbach ist ein Stadtteil von Bad Münstereifel im Kreis Euskirchen, Nordrhein-Westfalen.

## Lage
Der Ort liegt östlich der Kernstadt von Bad Münstereifel. Er geht an seinem nördlichen Rand direkt in die Bebauung von Houverath über. Südöstlich verläuft die Landesstraße 497, nordwestlich die Landesstraße 113. 

## Geschichte
Limbach gehörte zur eigenständigen Gemeinde Houverath, bis diese am 1. Juli 1969 nach Bad Münstereifel eingemeindet wurde.

## Infrastruktur und Verkehr
Die Grundschüler gehen in die katholische Grundschule nach Houverath.
Die VRS-Buslinien 741 und 828 der RVK verbinden den Ort mit Bad Münstereifel, weiteren Nachbarorten und mit Rheinbach, überwiegend als TaxiBusPlus im Bedarfsverkehr.
| Linie | Verlauf |
| ----- | --- |
| 741   | MiKE (außer im Schülerverkehr): Rheinbach Bf – Loch – Queckenberg – Kurtenberg (– Scheuren – Maulbach – Eichen – Lanzerath – Houverath – Limbach – Wald)                                                                               |
| 828   | MiKE (außer im Schülerverkehr): Bad Münstereifel Bf – (Bad Münstereifel Rathaus →/ Gewerbegeb./Ärzteh. ←) Rodert – Holzem – Lethert – Effelsberg – Scheuerheck – Wald – Limbach – Houverath – Lanzerath – Eichen – Maulbach – Scheuren |